# Raipur
För andra betydelser, se Raipur (olika betydelser).
Raipur är huvudstad i den indiska delstaten Chhattisgarh och är centralort i ett distrikt med samma namn. Folkmängden uppgick till cirka 1 miljon invånare vid folkräkningen 2011. Hela storstadsområdet (inklusive bland annat Birgaon) beräknades ha cirka 1,5 miljoner invånare 2018.
Staden är belägen vid floden Kharun och grundades på 1300-talet. Staden är en viktig producent av trävaror, med läge vid järnvägen Nagpur-Bilaspur.